# Hami 005
Hami 005 – meteoryt kamienny należący do chondrytów oliwinowo-bronzytowych H 5, znaleziony w 6 maja 2013 roku w regionie autonomicznym  Sinciang w Chinach. Meteoryt Hami 005 to pojedynczy okaz o masie 411 g. Jest to jeden z osiemdziesięciu czterech oficjalnie zatwierdzonych meteorytów w tym regionie. 